# 跨大西洋系外行星搜尋計劃
跨大西洋系外行星搜尋計劃（Trans-atlantic Exoplanet Survey，TrES，或譯為大西洋兩岸太陽系外行星調查、跨大西洋太陽系外行星調查）是使用分別位於羅威爾天文台、帕洛马山天文台和加那利群岛的三個口徑 4 英吋望遠鏡尋找太陽系外行星的一項計劃。該計劃使用小型且相對廉價的望遠鏡組成特別設計觀測太陽系外行星通過恆星盤面的網路。

## 概要
本計劃使用三個裝有CCD相機的口徑 4 英吋施密特攝星儀進行自動化週期蒐尋。主持的科學家是哈佛-史密松天体物理中心的大衛·夏邦諾、美國國家大氣研究中心的提摩西·布朗、羅威爾天文台的愛德華·鄧漢（Edward Dunham）
。

## 發現的行星
TrES 目前已發現五顆系外行星；都是以凌日法發現。注意，發現報告中行星名稱後面不加字母 「b」。雖然以下表格中有會加上該字母，但使用的是發現者分配的名稱。

### 類似的搜尋計劃
- XO望遠鏡（XO）
- HATNet Project（HAT）
- SuperWASP 或 WASP

### 尋找太陽系外行星探測器
- COROT是ESA的太空望遠鏡，2006年12月發射
- 開普勒太空望遠鏡是NASA的太空望遠鏡，2009年3月發射

## 外部連結
- http://www.space.com/scienceastronomy/070806_largest_exoplanet.html （页面存档备份，存于）
- . Lowell Observatory.   [2008-10-15]. （原始内容存档于2007-11-14）.